# La Piquante Pierre
La Piquante Pierre est un sommet du massif des Vosges culminant à 1 008 m d'altitude. Il est dégagé à son sommet et offre un panorama sur une partie du piémont vosgien et du bas de la vallée de la Moselotte ainsi que sur le haut massif environnant, dont nombre de sommets dépassent les 1 000 m. Il doit son nom à un bloc vertical de granite à son sommet.

## Géographie

### Situation, topographie
Le sommet de la Piquante Pierre se situe à cheval sur les communes de Gerbamont et de Basse-sur-le-Rupt. Il est connu du fait qu'il soit totalement dégagé offrant ainsi une vue à 360 degrés au cœur du massif des Vosges. Parmi ses proches voisins figurent les roches Saint-Jacques (1 025 m), le Rondfaing (1 061 m) qui domine le massif ou encore le Haut du Roc (1 015 m).
Entourant le sommet, se trouve à l'ouest le col du Haut de Fouchure (798 m) et à l'est le col de Menufosse (966 m), tous deux traversés par des chemins forestiers carrossables.

### Hydrographie
Le ruisseau de la Neuve Grange au sud et le ruisseau des Plateaux au nord prennent leur source sur les versants de la Piquante Pierre. Ils sont tous les deux affluents du ruisseau de Basse-sur-le-Rupt, puis de la Moselotte.

## Histoire

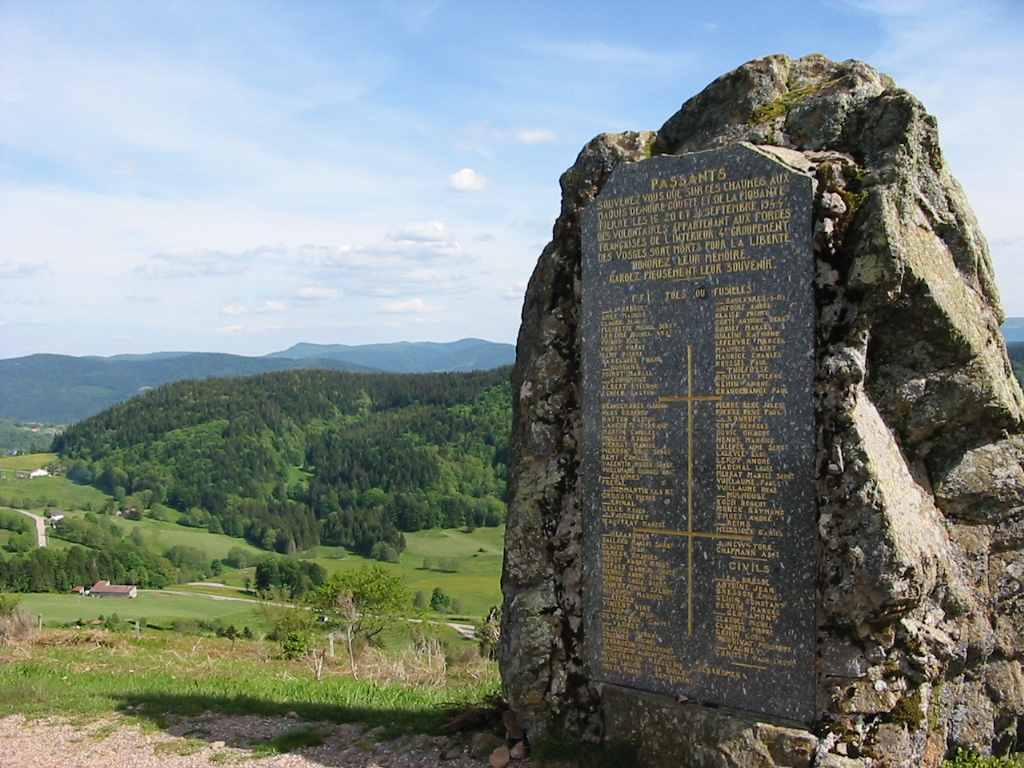
Monument des fusillés de la Résistance à la Piquante Pierre

### Le maquis de la Piquante Pierre
La Piquante Pierre, les 19 et 20 septembre 1944, fut le lieu d'un affrontement entre les 1 300 hommes du maquis et les colonnes allemandes menant l'assaut. Le monument aux morts érigé en son point culminant compte 73 noms de FFI et 9 noms de civils qui furent tués ou fusillés les 16, 20 et 21 septembre. Il témoigne de l'intensité des combats et de la répression qui s'ensuivit.